# Raiano
Raiano är en ort och kommun i provinsen L'Aquila i regionen Abruzzo i Italien. Kommunen hade 2 731 invånare (2018).